# Categoría Primera A 2007
Die Categoría Primera A 2007, nach einem Sponsor Copa Mustang 2007 genannt, war eine aus Apertura und Finalización bestehende Spielzeit der höchsten kolumbianischen Spielklasse im Fußball der Herren. Die Apertura war die fünfundsechzigste und die Finalización die sechsundsechzigste Austragung der kolumbianischen Meisterschaft. Aufsteiger war La Equidad.
Meister der Apertura und der Finalización wurde Atlético Nacional (neunter und zehnter Titel). Direkter Absteiger war Real Cartagena, während Deportivo Pereira die Relegation spielen musste und diese gegen Academia FC gewann.

## Modus
Es wurden zwei Meister ermittelt, einer für jede Halbserie. Jeder Halbserienmeister  war automatisch für die Copa Libertadores qualifiziert. Ein dritter Platz wurde an den Verein vergeben, der nach der Zusammenzählung aller Punkte und Tore der Phasen 1 und 2 der ersten und der zweiten Halbserienmeisterschaft am höchsten stand. Sollte ein Verein beide Halbserienmeisterschaften gewinnen, so würde der zweite Teilnehmer an der Libertadores nach demselben Verfahren ausgewählt wie der dritte Teilnehmer. Die beiden Teilnehmer an der Copa Sudamericana wurde nach demselben Schema ermittelt wie der dritte Libertadores-Teilnehmer: die Vereine, die in der Gesamtjahreswertung hinter diesem standen, waren qualifiziert.
Ein direkter Absteiger in die Categoría Primera B wurde durch eine gesonderte Abstiegstabelle bestimmt, die aus dem Durchschnitt der vergangenen drei Spielzeiten ermittelt wurde. Der Zweitletzte spielte eine Relegation gegen den Zweiten der zweiten Liga.

## Teilnehmer
Die folgenden Vereine nahmen an den beiden Halbserien der Spielzeit 2007, Apertura und Finalización teil.
| Mannschaft             | Stadt        | Departamento       | Stadion                        | erste Saison in der Primera A |
| ---------------------- | ------------ | ------------------ | ------------------------------ | ----------------------------- |
| América de Cali        | Cali         | Valle del Cauca    | Pascual Guerrero               | 1948                          |
| Atlético Bucaramanga   | Bucaramanga  | Santander          | Alfonso López                  | 1949                          |
| Atlético Huila         | Neiva        | Huila              | Guillermo Plazas Alcid         | 1993                          |
| Atlético Nacional      | Medellín     | Antioquia          | Atanasio Girardot              | 1948                          |
| Boyacá Chicó           | Tunja        | Boyacá             | La Independencia               | 2004                          |
| Cúcuta Deportivo       | Cúcuta       | Norte de Santander | General Santander              | 1950                          |
| Deportes Quindío       | Armenia      | Quindío            | Centenario                     | 1952                          |
| Deportes Tolima        | Ibagué       | Tolima             | Manuel Murillo Toro            | 1955                          |
| Deportivo Cali         | Cali         | Valle del Cauca    | Pascual Guerrero               | 1948                          |
| Deportivo Pasto        | Pasto        | Nariño             | Departamental Libertad         | 1999                          |
| Deportivo Pereira      | Pereira      | Risaralda          | Hernán Ramírez Villegas        | 1949                          |
| Independiente Medellín | Medellín     | Antioquia          | Atanasio Girardot              | 1948                          |
| Junior                 | Barranquilla | Atlántico          | Metropolitano Roberto Meléndez | 1948                          |
| La Equidad             | Bogotá D.C.  | Bogotá             | Metropolitano de Techo         | 2007                          |
| Millonarios            | Bogotá D.C.  | Bogotá             | El Campín                      | 1948                          |
| Once Caldas            | Manizales    | Caldas             | Palogrande                     | 1948                          |
| Real Cartagena         | Cartagena    | Bolívar            | Jaime Morón León               | 1971                          |
| Santa Fe               | Bogotá D.C.  | Bogotá             | El Campín                      | 1948                          |

## Apertura
In der ersten Phase spielten alle 18 Mannschaften im Ligamodus einmal gegeneinander, zusätzlich gab es einen Spieltag mit Clásicos, an dem Spiele mit Derby-Charakter ausgetragen wurden. Die ersten acht Mannschaften qualifizierten sich für die Finalrunde, die aus zwei Vierer-Gruppen bestand, deren beiden Sieger den Meister ermittelten.

### Ligaphase

#### Tabelle
| Pl. | Verein                 | Sp. | S  | U | N  | Tore    | Diff. | Punkte |
| --- | ---------------------- | --- | -- | - | -- | ------- | ----- | ------ |
| 1.  | Deportivo Cali         | 18  | 9  | 7 | 2  | 033:200 | +13   | 34     |
| 2.  | Cúcuta Deportivo (M)   | 18  | 10 | 3 | 5  | 028:170 | +11   | 33     |
| 3.  | Atlético Nacional      | 18  | 9  | 5 | 4  | 032:200 | +12   | 32     |
| 4.  | Millonarios            | 18  | 8  | 6 | 4  | 026:170 | +9    | 30     |
| 5.  | Boyacá Chicó           | 18  | 9  | 3 | 6  | 020:160 | +4    | 30     |
| 6.  | Independiente Medellín | 18  | 8  | 5 | 5  | 033:310 | +2    | 29     |
| 7.  | Santa Fe               | 18  | 8  | 5 | 5  | 023:210 | +2    | 29     |
| 8.  | Atlético Huila         | 18  | 9  | 1 | 8  | 024:230 | +1    | 28     |
| 9.  | Atlético Bucaramanga   | 18  | 7  | 6 | 5  | 023:210 | +2    | 27     |
| 10. | Deportivo Pasto        | 18  | 6  | 5 | 7  | 019:210 | −2    | 23     |
| 11. | Junior                 | 18  | 5  | 8 | 5  | 022:260 | −4    | 23     |
| 12. | Deportes Tolima        | 18  | 6  | 2 | 10 | 026:280 | −2    | 20     |
| 13. | América de Cali        | 18  | 4  | 7 | 7  | 024:350 | −11   | 19     |
| 14. | Once Caldas            | 18  | 4  | 6 | 8  | 018:250 | −7    | 18     |
| 15. | Deportes Quindío       | 18  | 4  | 6 | 8  | 014:220 | −8    | 18     |
| 16. | Real Cartagena         | 18  | 3  | 8 | 7  | 014:220 | −8    | 17     |
| 17. | Deportivo Pereira      | 18  | 3  | 6 | 9  | 014:210 | −7    | 15     |
| 18. | La Equidad (N)         | 18  | 2  | 7 | 9  | 021:280 | −7    | 13     |

| (M) | Meister Finalización 2006: Cúcuta Deportivo             |
| (N) | Aufsteiger aus der Categoría Primera B 2006: La Equidad |

### Gruppenphase

#### Gruppe A
| Pl. | Verein            | Sp. | S | U | N | Tore    | Diff. | Punkte |
| --- | ----------------- | --- | - | - | - | ------- | ----- | ------ |
| 1.  | Atlético Nacional | 6   | 4 | 1 | 1 | 012:400 | +8    | 13     |
| 2.  | Deportivo Cali    | 6   | 3 | 2 | 1 | 008:600 | +2    | 11     |
| 3.  | Boyacá Chicó      | 6   | 2 | 0 | 4 | 010:120 | −2    | 06     |
| 4.  | Santa Fe          | 6   | 1 | 1 | 4 | 004:120 | −8    | 04     |

#### Gruppe B
| Pl. | Verein                 | Sp. | S | U | N | Tore    | Diff. | Punkte |
| --- | ---------------------- | --- | - | - | - | ------- | ----- | ------ |
| 1.  | Atlético Huila         | 6   | 3 | 2 | 1 | 008:800 | ±0    | 11     |
| 2.  | Cúcuta Deportivo       | 6   | 2 | 3 | 1 | 009:500 | +4    | 09     |
| 3.  | Millonarios            | 6   | 3 | 0 | 3 | 007:800 | −1    | 09     |
| 4.  | Independiente Medellín | 6   | 0 | 3 | 3 | 006:900 | −3    | 03     |

### Finale
| Datum                                              |                   | Ergebnis |                   | Ort      |
| -------------------------------------------------- | ----------------- | -------- | ----------------- | -------- |
| 13.06.2007                                         | Atlético Huila    | 0:1      | Atlético Nacional | Neiva    |
| 17.06.2007                                         | Atlético Nacional | 2:1      | Atlético Huila    | Medellín |
| Gesamt:                                            | Atlético Huila    | 1:3      | Atlético Nacional |          |
| damit wurde Atlético Nacional Meister der Apertura |                   |          |                   |          |

### Torschützenliste
Bei gleicher Anzahl von Treffern sind die Spieler alphabetisch geordnet.
| Pl. | Spieler         | Mannschaft             | Tore |
| --- | --------------- | ---------------------- | ---- |
| 1.  | Sergio Galván   | Atlético Nacional      | 13   |
| 1.  | Fredy Montero   | Atlético Huila         | 13   |
| 3.  | Carlos Villagra | Millonarios            | 10   |
| 3.  | Léider Preciado | Santa Fe               | 10   |
| 5.  | César Valoyes   | Independiente Medellín | 9    |

## Finalización
In der ersten Phase spielten alle 18 Mannschaften im Ligamodus einmal gegeneinander, zusätzlich gab es einen Spieltag mit Clásicos, an dem Spiele mit Derby-Charakter ausgetragen wurden. Die ersten acht Mannschaften qualifizierten sich für die Finalrunde, die aus zwei Vierer-Gruppen bestand, deren beiden Sieger den Meister ermittelten.

### Ligaphase

#### Tabelle
| Pl. | Verein                 | Sp. | S  | U | N  | Tore    | Diff. | Punkte |
| --- | ---------------------- | --- | -- | - | -- | ------- | ----- | ------ |
| 1.  | Atlético Nacional (M)  | 18  | 11 | 5 | 2  | 028:120 | +16   | 38     |
| 2.  | La Equidad (N)         | 18  | 10 | 4 | 4  | 027:180 | +9    | 34     |
| 3.  | América de Cali        | 18  | 10 | 4 | 4  | 024:150 | +9    | 34     |
| 4.  | Deportes Tolima        | 18  | 10 | 3 | 5  | 026:170 | +9    | 33     |
| 5.  | Cúcuta Deportivo       | 18  | 9  | 5 | 4  | 030:190 | +11   | 32     |
| 6.  | Deportivo Pasto        | 18  | 8  | 6 | 4  | 028:160 | +12   | 30     |
| 7.  | Once Caldas            | 18  | 8  | 5 | 5  | 029:220 | +7    | 29     |
| 8.  | Boyacá Chicó           | 18  | 7  | 6 | 5  | 020:180 | +2    | 27     |
| 9.  | Deportes Quindío       | 18  | 8  | 2 | 8  | 029:270 | +2    | 26     |
| 10. | Independiente Medellín | 18  | 8  | 1 | 9  | 022:250 | −3    | 25     |
| 11. | Millonarios            | 18  | 5  | 5 | 8  | 018:280 | −10   | 20     |
| 12. | Deportivo Cali         | 18  | 3  | 9 | 6  | 018:200 | −2    | 18     |
| 13. | Junior                 | 18  | 5  | 3 | 10 | 017:280 | −11   | 18     |
| 14. | Atlético Bucaramanga   | 18  | 5  | 2 | 11 | 020:280 | −8    | 17     |
| 15. | Atlético Huila         | 18  | 3  | 8 | 7  | 017:270 | −10   | 17     |
| 16. | Deportivo Pereira      | 18  | 3  | 8 | 7  | 015:250 | −10   | 17     |
| 17. | Real Cartagena         | 18  | 3  | 5 | 10 | 016:250 | −9    | 14     |
| 18. | Santa Fe               | 18  | 2  | 7 | 9  | 016:300 | −14   | 13     |

| (M) | Meister Apertura 2007: Atlético Nacional                |
| (N) | Aufsteiger aus der Categoría Primera B 2006: La Equidad |

### Gruppenphase

#### Gruppe A
| Pl. | Verein            | Sp. | S | U | N | Tore    | Diff. | Punkte |
| --- | ----------------- | --- | - | - | - | ------- | ----- | ------ |
| 1.  | Atlético Nacional | 6   | 3 | 2 | 1 | 008:500 | +3    | 11     |
| 2.  | América de Cali   | 6   | 3 | 1 | 2 | 006:600 | ±0    | 10     |
| 3.  | Once Caldas       | 6   | 2 | 1 | 3 | 004:500 | −1    | 07     |
| 4.  | Cúcuta Deportivo  | 6   | 1 | 2 | 3 | 006:800 | −2    | 05     |

#### Gruppe B
| Pl. | Verein          | Sp. | S | U | N | Tore    | Diff. | Punkte |
| --- | --------------- | --- | - | - | - | ------- | ----- | ------ |
| 1.  | La Equidad      | 6   | 3 | 3 | 0 | 006:300 | +3    | 12     |
| 2.  | Deportivo Pasto | 6   | 2 | 2 | 2 | 005:300 | +2    | 08     |
| 3.  | Deportes Tolima | 6   | 1 | 3 | 2 | 006:600 | ±0    | 06     |
| 4.  | Boyacá Chicó    | 6   | 0 | 4 | 2 | 002:700 | −5    | 04     |

### Finale
| Datum                                                  |                   | Ergebnis |                   | Ort      |
| ------------------------------------------------------ | ----------------- | -------- | ----------------- | -------- |
| 16.12.2007                                             | La Equidad        | 0:3      | Atlético Nacional | Bogotá   |
| 19.12.2007                                             | Atlético Nacional | 0:0      | La Equidad        | Medellín |
| Gesamt:                                                | La Equidad        | 0:3      | Atlético Nacional |          |
| damit wurde Atlético Nacional Meister der Finalización |                   |          |                   |          |

### Torschützenliste
Bei gleicher Anzahl von Treffern sind die Spieler alphabetisch geordnet.
| Pl. | Spieler               | Mannschaft        | Tore |
| --- | --------------------- | ----------------- | ---- |
| 1.  | Dayro Moreno          | Once Caldas       | 16   |
| 2.  | Diego Cabrera         | Cúcuta Deportivo  | 15   |
| 3.  | Carlos Daniel Hidalgo | Deportivo Pasto   | 13   |
| 4.  | Édison Toloza         | Deportes Quindío  | 9    |
| 4.  | Carmelo Valencia      | Atlético Nacional | 9    |

## Gesamttabelle
Für die Reclasificación wurden alle Spiele der Spielzeit 2007 sowohl der Ligaphase als auch der Finalrunde zusammengezählt, um die weiteren Teilnehmer neben den jeweiligen Meistern der Halbserien an den kontinentalen Wettbewerben zu ermitteln.
| Pl. | Verein                 | Sp. | S  | U  | N  | Tore    | Diff. | Punkte |
| --- | ---------------------- | --- | -- | -- | -- | ------- | ----- | ------ |
| 1.  | Atlético Nacional      | 52  | 30 | 14 | 8  | 086:420 | +44   | 104    |
| 2.  | Cúcuta Deportivo       | 48  | 22 | 13 | 13 | 073:490 | +24   | 79     |
| 3.  | Boyacá Chicó           | 48  | 18 | 13 | 17 | 052:530 | −1    | 67     |
| 4.  | Deportivo Cali         | 42  | 15 | 18 | 9  | 059:460 | +13   | 63     |
| 5.  | América de Cali        | 42  | 17 | 12 | 13 | 054:560 | −2    | 63     |
| 6.  | Deportivo Pasto        | 42  | 16 | 13 | 13 | 052:400 | +12   | 61     |
| 7.  | La Equidad             | 44  | 15 | 15 | 14 | 054:520 | +2    | 60     |
| 8.  | Deportes Tolima        | 42  | 17 | 8  | 17 | 058:510 | +7    | 59     |
| 9.  | Millonarios            | 42  | 16 | 11 | 15 | 051:530 | −2    | 59     |
| 10. | Independiente Medellín | 42  | 16 | 9  | 17 | 061:650 | −4    | 57     |
| 11. | Atlético Huila         | 44  | 15 | 11 | 18 | 050:610 | −11   | 56     |
| 12. | Once Caldas            | 42  | 14 | 12 | 16 | 051:520 | −1    | 54     |
| 13. | Santa Fe               | 42  | 11 | 13 | 18 | 043:630 | −20   | 46     |
| 14. | Atlético Bucaramanga   | 36  | 12 | 8  | 16 | 043:490 | −6    | 44     |
| 15. | Deportes Quindío       | 36  | 12 | 8  | 16 | 043:490 | −6    | 44     |
| 16. | Junior                 | 36  | 10 | 11 | 15 | 039:540 | −15   | 41     |
| 17. | Deportivo Pereira      | 36  | 6  | 14 | 16 | 029:460 | −17   | 32     |
| 18. | Real Cartagena         | 36  | 6  | 13 | 17 | 030:470 | −17   | 31     |

## Abstiegstabelle
Für die Abstiegstabelle werden die Hin- und Rückserien der Jahre 2005, 2006 und 2007 zusammengezählt. Dabei wird die Gesamtpunktzahl durch die Anzahl der in der Ligaphase gespielten Spiele geteilt und hochgerechnet. Direkter Absteiger war Real Cartagena, während Deportivo Pereira die Relegation gegen den Zweiten der Categoría Primera B, Academia FC spielen musste.
| Pl. | Verein                 | Pkt | Sp. | Prom. |
| --- | ---------------------- | --- | --- | ----- |
| 1.  | Atlético Nacional      | 193 | 108 | 1,787 |
| 2.  | Cúcuta Deportivo       | 176 | 108 | 1,630 |
| 3.  | Deportes Tolima        | 173 | 108 | 1,602 |
| 4.  | Deportivo Cali         | 162 | 108 | 1,500 |
| 5.  | Deportivo Pasto        | 161 | 108 | 1,491 |
| 6.  | Once Caldas            | 158 | 108 | 1,463 |
| 7.  | Independiente Medellín | 156 | 108 | 1,444 |
| 8.  | Millonarios            | 150 | 108 | 1,389 |
| 9.  | Boyacá Chicó           | 146 | 108 | 1,352 |
| 10. | América de Cali        | 146 | 108 | 1,352 |
| 11. | Santa Fe               | 143 | 108 | 1,324 |
| 12. | Deportes Quindío       | 139 | 108 | 1,287 |
| 13. | Atlético Huila         | 139 | 108 | 1,287 |
| 14. | La Equidad             | 132 | 108 | 1,222 |
| 15. | Junior                 | 132 | 108 | 1,222 |
| 16. | Atlético Bucaramanga   | 128 | 108 | 1,185 |
| 17. | Deportivo Pereira      | 126 | 108 | 1,167 |
| 18. | Real Cartagena         | 116 | 108 | 1,074 |

### Relegation
| Datum      |                   | Ergebnis |                   | Ort     |
| ---------- | ----------------- | -------- | ----------------- | ------- |
| 28.11.2007 | Academia FC       | 1:1      | Deportivo Pereira | Bogotá  |
| 01.12.2007 | Deportivo Pereira | 3:1      | Academia FC       | Pereira |
| Gesamt:    | Academia FC       | 2:4      | Deportivo Pereira |         |

Deportivo Pereira konnte sich gegen Academia FC durchsetzen und blieb somit in der ersten Liga